# Porte de Villiers
De Porte de Villiers is een toegangslocatie (porte) tot de stad Parijs, en is gelegen in het noordwestelijke 17e arrondissement.